# Parafia św. Jana Apostoła i Ewangelisty w Jeleniej Górze
Parafia pw. Świętego Jana Apostoła i Ewangelisty w Jeleniej Górze – parafia rzymskokatolicka w dekanacie Jelenia Góra Wschód w diecezji legnickiej.  Jej proboszczem jest ks. Krzysztof Kowalczyk. Obsługiwana przez księży diecezjalnych. Erygowana 24 grudnia 1990. Kościół parafialny mieści się przy placu Świętego Jana Ewangelisty.